# Feras
Feras (em grego: Φεραί, transl. Pheraí) foi uma antiga cidade grega situada no sudeste da Tessália. Na mitologia grega era o lar do rei Admeto, cuja esposa, Alceste, teria sido resgatada do Hades por Héracles. Historicamente, eram de lá os tiranos Jasão e Alexandre de Feras, do século IV a.C., que assumiram o controle de boa parte da Tessália antes de serem derrotados por Tebas.
Localizava-se nas proximidades da atual cidade de Feres, na prefeitura da Magnésia.

## Mitologia
Feras foi fundada por seu primeiro rei, Feres, filho de Creteu .
Os seus reis e personagens notáveis são:
- Admeto[3], filho de Feres[2]
- Eumelo, filho de Admeto, que levou onze navios para a Guerra de Troia[4]

## História
Em épocas históricas, Feras tornou-se a cidade mais importante da Tessália, durante a tirania de Jasão de Feras. Seu filho, Alexandre de Feras, entrou em vários conflitos com a Tebas de Epaminondas e Pelópidas;[carece de fontes?] este morreu em batalha contra Alexandre.